# Madonna Benois
Die „Madonna Benois“ ist eines der bekanntesten Gemälde des Leonardo da Vinci und der italienischen Renaissance.

## Geschichte
Die „Madonna mit der Blume“ wird nach ihrem letzten Vorbesitzer allgemein als „Madonna Benois“ bezeichnet. Bekannt wurde dieses Bild 1909, als es ohne Zuschreibung an einen bestimmten Künstler auf einer Ausstellung mit Meisterwerken aus russischem Privatbesitz in St. Petersburg gezeigt wurde. Veranstalter der Ausstellung war das Magazin „Starye Gody“ (Die frühen Jahre). Dort wurde die Tafel von Baron Ernst von Liphart, Archivar aller kaiserlich russischen Museen, entdeckt, der sie noch im gleichen Jahr als eine eigenhändige Arbeit des Leonardo da Vinci publizierte. Trotz einiger kleinerer Mängel – das leere Fenster im Hintergrund, die hohe, fast glatzenartige Stirn, der faltige Hals oder die nur schwach angelegten, kaum sichtbaren Zähne –, die vermutlich darauf zurückzuführen sind, dass das Bild nicht ganz vollendet wurde, fand die Zuschreibung allgemeine Anerkennung.
Als mögliche Vorarbeiten gelten die Zeichnungen „Madonna bietet dem Kind eine Fruchtschale“ im Louvre in Paris und „Die Madonna mit dem Kinde, das eine Katze umarmt“ im British Museum in London.
Die „Madonna Benois“ gilt als möglicher Kandidat für eines der beiden Bilder, die Leonardo 1478 in einer Notiz erwähnt hat („…mbre 1478 incominicia le due Vergini Marie“ – „…mber 1478 begann ich die beiden Bildnisse der Jungfrauen Maria“).
Das Bild kam vermutlich schon zu Beginn des 19. Jahrhunderts nach Russland, wo es bereits 1824 von seinem alten Bildträger, einer Holztafel, gelöst und auf Leinwand übertragen wurde. Nacheinander befand es sich in den Sammlungen der Generäle Korsakow und Kurakin, bevor es in den Besitz der russischen Gattin des französischstämmigen Malers Léon Benois überging. Von ihr erwarb es 1914 der russische Zar Nikolaus II. für die Eremitage zu einem Preis von umgerechnet rund 1,5 Millionen US-Dollar. Damit war es das bis dahin am teuersten verkaufte Gemälde.

Details
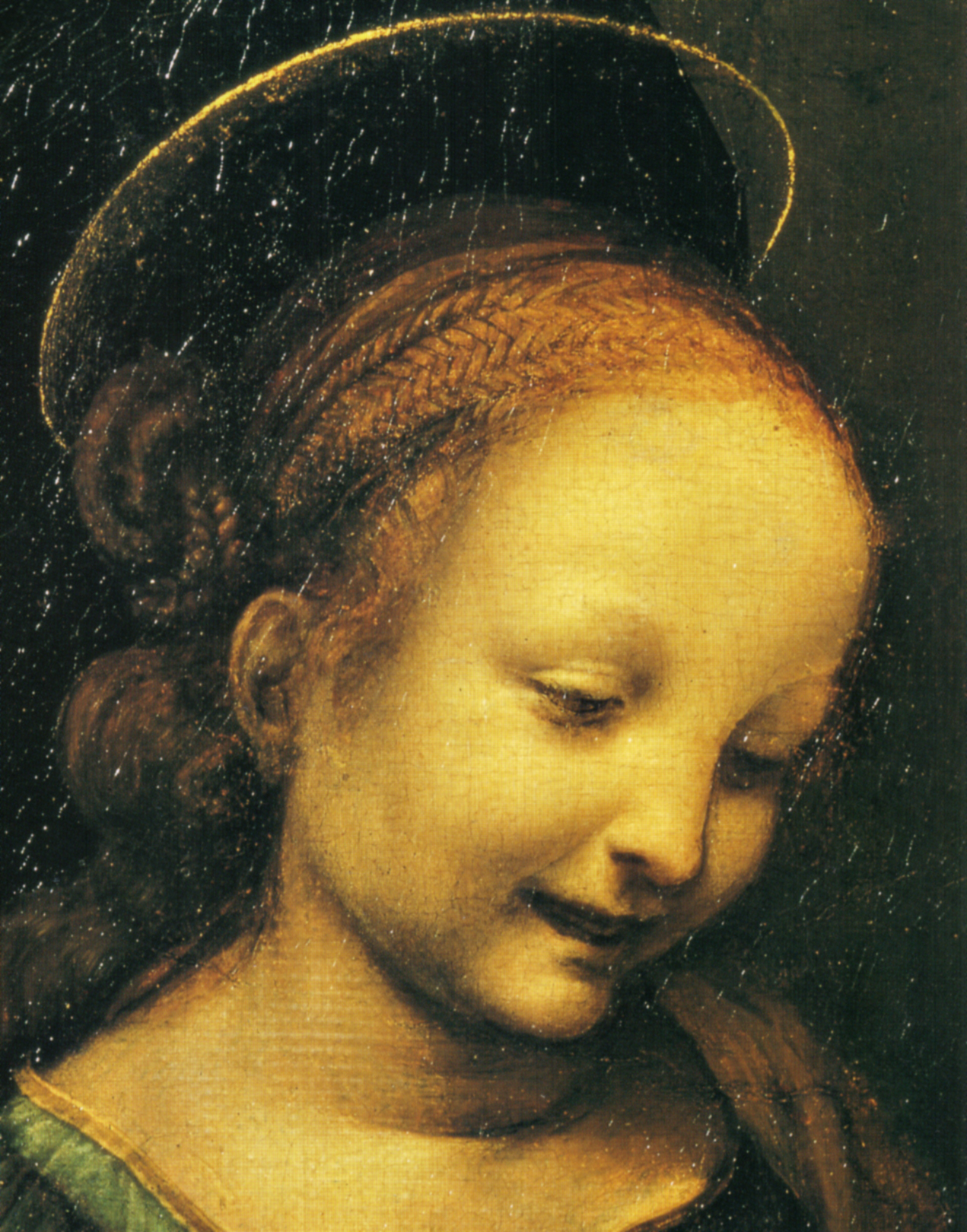
Maria
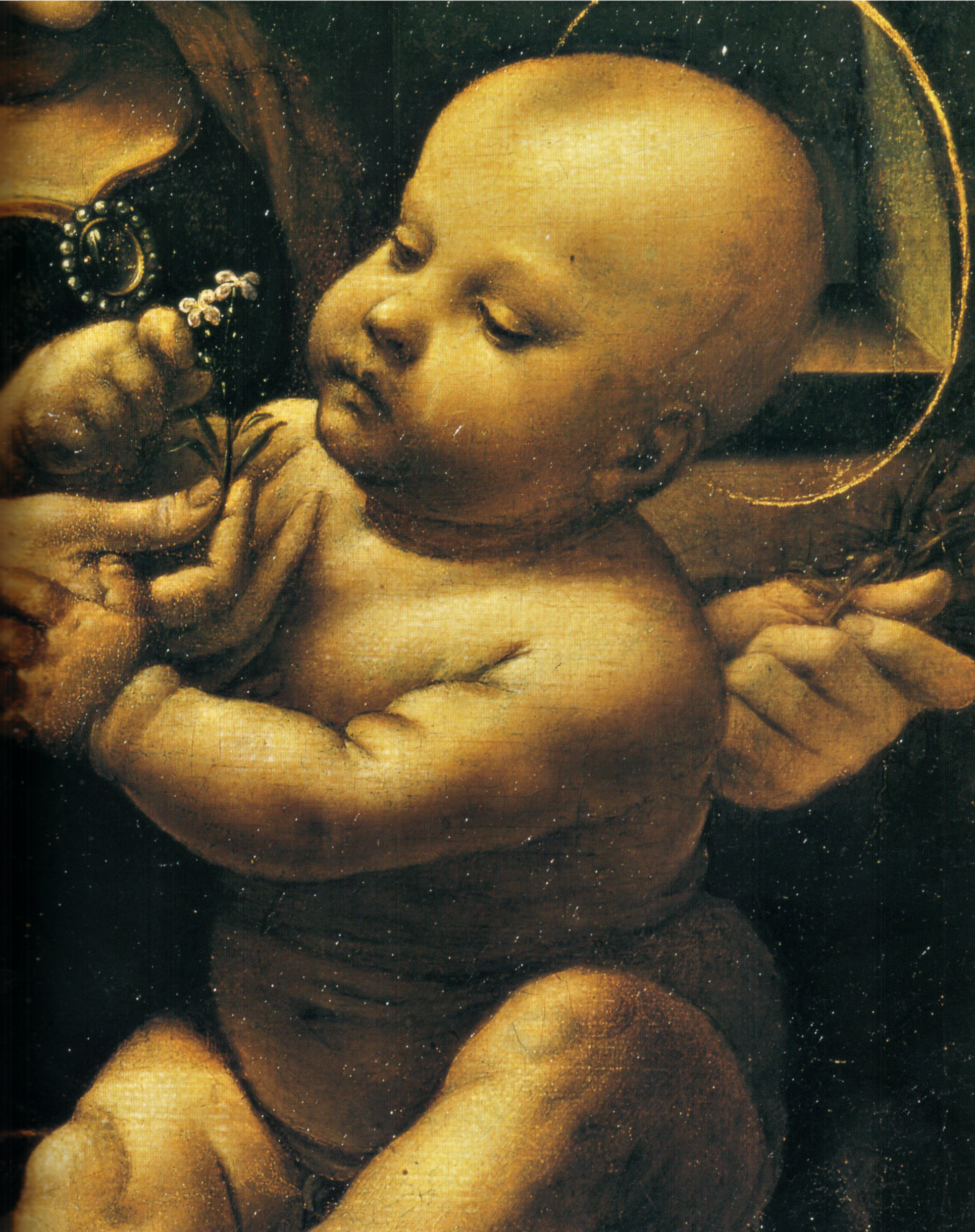
Jesuskind